# Лонгобардия (фема)
Лонгобардия (греч. Λογγιβαρδία, Λαγουβαρδία) — одна из турм, а позднее также и фем Византийской империи.
Появилась в результате византийского завоевания части Апеннинского полуострова, которая до этого была отнята у византийцев лангобардами в VI веке. Объединила современные итальянские регионы Апулия и часть Базиликаты, административным центром фемы был город Бари.
Точное происхождение и территориальная эволюция фемы Лонгобардия до конца установлены неточно. Она появилась как турма (уезд) фемы Кефалления в 876 году, сразу после того как Бари был отвоёван у мусульман (873 год). Параллельно начался процесс оттеснения лангобардов византийцами от южных оконечностей полуострова.
В конце IX века Лонгобардия управляется совместно с другими европейскими владениями Византийской империи: в 891 году Симбатикий, первый известный стратег Лонгобардии, был также наместником Македонии, Фракии и Кефаллении, в то время как его преемник Георгий управляет Лонгобардией совместно с Кефалленией. В 911 году у фемы, однако, появляется отдельный стратег. В 938—956 годах фема Лонгобардия объединилась с фемой Калабрии, хотя продолжительность этой договорённости неясна. Во всяком случае, после 965 года, обе фемы были объединены в новый катепанат Италии, который просуществовал до конца византийского присутствия на полуострове (1071 год).